# Экстрасенс (фильм, 2011)
«Экстрасе́нс» (англ. The Awakening; перевод оригинального названия с англ. — «пробуждение») — британский мистический триллер режиссёра Ника Мёрфи.

## Сюжет
Действие картины происходит в 1921 году. Учёный-скептик приезжает в загородную школу-интернат, где, по слухам, наблюдается повышенная спиритическая активность. Сначала она уверена, что сможет развенчать этот миф, но затем пугающая встреча со сверхъестественным заставляет её изменить своё мнение…

## В ролях
| Актёр               | Роль                 |
| Ребекка Холл        | Флоренс Каркарт      |
| Доминик Уэст        | Роберт Мэллори       |
| Имельда Стонтон     | Мод Хилл             |
| Люси Коу            | Констанс Стрикланд   |
| Джон Шрепнел        | Реверенд Хью Пурслоу |
| Шон Дули            | Малден Макнэйр       |
| Дайана Кент         | Хэриэт Каткарт       |
| Ричард Дюрден       | Александр Каткарт    |
| Элфи Филд           | Виктор Пэрри         |
| Айзек Хэмпстед-Райт | Том Хилл             |

## Отзывы
На сайте Rotten Tomatoes «Экстрасенс» получил «свежий» рейтинг 61 %, основанный на 66 рецензиях.